# Айтієво
Айті́єво (каз. Әйтиев) — село у складі Теректинського району Західноказахстанської області Казахстану. Входить до складу Аксуатського сільського округу.
Населення — 230 осіб (2021; 223 у 2009, 207 у 1999, 200 у 1989).